# Паш Аліна Іванівна
Аліна Паш (також Alina Pash, нар. 6 травня 1993, смт Буштино, Закарпатська область, Україна) — українська співачка та реперка. Фіналістка шостого сезону шоу «X-Фактор». У 2018 році випустила сингл «Bitanga», завдяки якому здобула популярність в Україні. Наступного року ввійшла у список 30 найбільш впливових людей до 30 років згідно з українським англомовним виданням Kyiv Post. Переможниця Національного відбору на «Євробачення 2022» з піснею «Shadows of Forgotten Ancestors» (укр. «Тіні забутих предків»), щодо якої 16 лютого 2022 року оргкомітет нацвідбору ухвалив рішення про відмову в участі у Євробаченні.

## Ранні роки
Народилась 6 травня 1993 року в селищі Буштино Закарпатської області. Навчалась у Буштинській ЗОШ та школі мистецтв. Зростаючи в сім'ї вчительки музики та поліціянта, Паш почала співати в ранньому дитинстві й вперше виступила перед публікою в шість років. У віці 13 років, кожні вихідні їй доводилося їздити на уроки вокалу в Ужгород, за 120 кілометрів від дому. У дитинстві вона спочатку мріяла стати археологом, а потім — поліціянтом, як і її батько.
З 13 років брала участь у вокальних фестивалях: «Молода Галичина», «Різдвяна зірочка», «Буковинська зірочка», «Children's Eurostar», «Веселка над Тисою», «Кришталеві Грона», «Кримські Хвилі» тощо.
У 11 класі школи взяла участь у передачі «Караоке на майдані».
У 2011 році Аліна переїхала до Києва і вступила до Академії циркового та естрадного мистецтва.

## Кар'єра

### 2012—2017: «Х-Фактор»
2012 проходила кастинг до дівочого гурту «Real O», пізніше працювала з гуртом «Гарячий шоколад», на бек-вокалі гурту «СКАЙ» та співачки Ірини Білик. Була у складі гурту «Delicious Ladies».
2013 працювала з кавер-групою «Чилаут», пізніше з DJ Natalie Lorient та «Elton Clapto».
Першою авторською піснею, яку написали для співачки, стала «Колискова», кліп на яку зняв Володимир Твердохліб.
2015 посіла № 3 у музичному шоу «X-Фактор».
У серпні 2015 року Аліна відвідувала тимчасово окупований РФ Крим через територію РФ. 11 серпня 2015 року вона покинула Україну авіарейсом «Київ-Москва», а повернулась рейсом «Домодєдово (Москва)-Київ» 14 серпня. Скориставшись російськими авіалініями, співачка потрапила до окупованого Криму, порушивши правила перетину державного кордону України.
2017 закінчила Київську академію естрадного та циркового мистецтв, здобувши ступінь магістра.

### 2018—2019

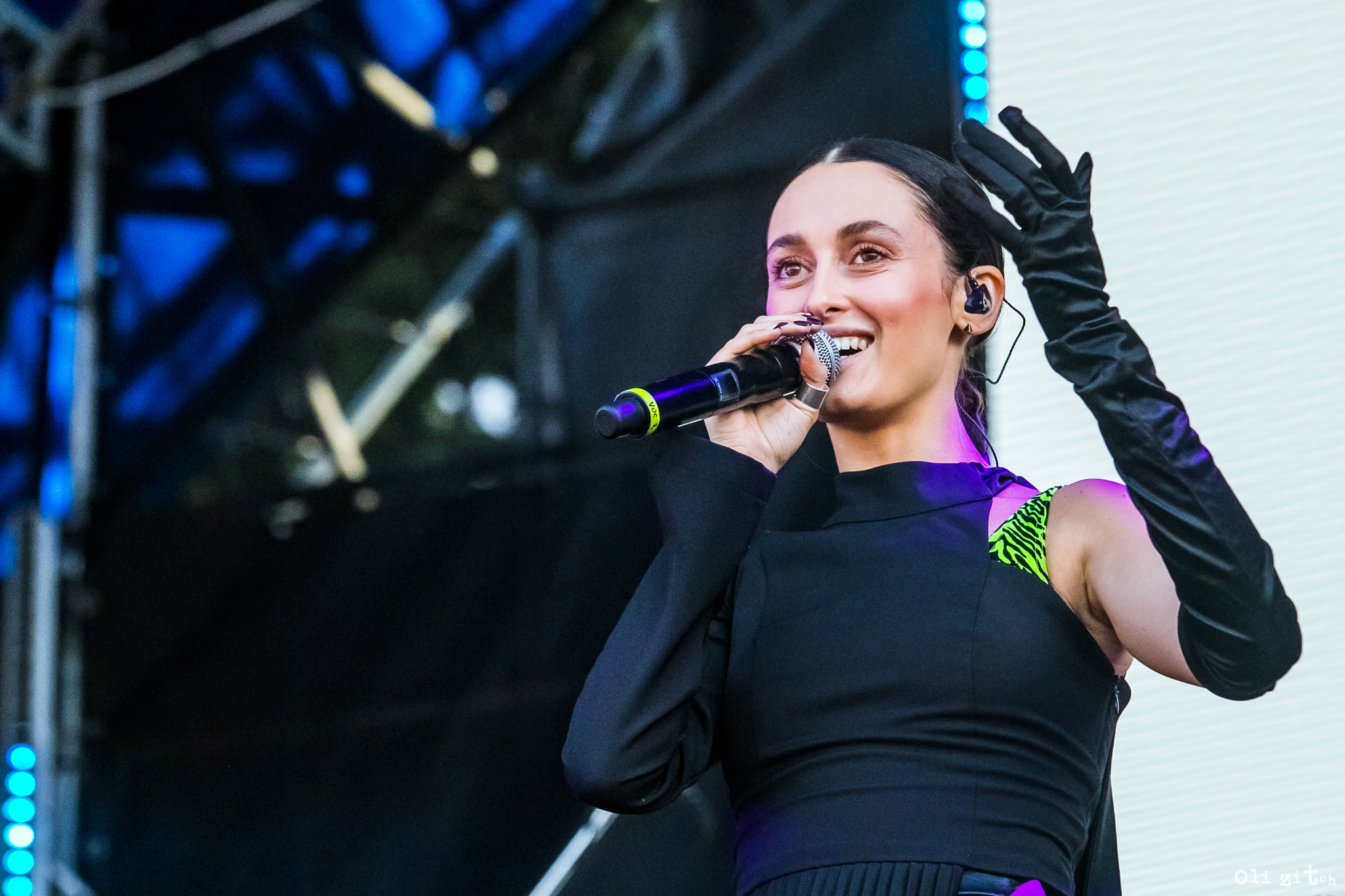
Виступ на Atlas Weekend, 2019

15 квітня 2018 року презентувала дебютний сингл «Bitanga» (укр. «Бітанґа») та відеокліп до нього. У пісні поєднано хіп-хоп, елементи попмузики і етномотиви; кліп записано за участю французького репера Jaw з гурту «dOP», голос якого звучить наприкінці.
У серпні Паш стала обличчям колекції одягу дизайнерки Лілії Літковської, співпрацювала з бутиком-ательє козацького одягу «Отаман» та дизайнером Лілею Братусь.
18 вересня випустила свій другий сингл під назвою «Oinagori» та кліп до нього. Відео на трек зняли у Марселі (Франція) з місцевою командою — режисером Lou Escobar та Nathan Daisy.
У січні 2019 року Аліна Паш виступила в Українському павільйоні на Всесвітньому економічному форумі в Давосі, Швейцарія.
У листопаді співачка долучилася до роботи над піснею «Робот» гурту «ТНМК», яка ввійшла до альбому «7», того ж місяця вийшов альбом «Повний абзац» Джонні Дивного, де Паш також взяла участь у записі треку «Гра в слова».
13 січня 2019— вийшла хіп-хоп колядка «Добрий вечір» за участю Аліни. Автором ідеї був репер Ярмак, на знімання було запрошено Джамалу, Laud, Mr. Makoundi та учасників гурту «кАчевники» Den Da Funk й Fame. Того ж місяця Паш виступила на Всесвітньому економічному форумі у Давосі, Швейцарія.

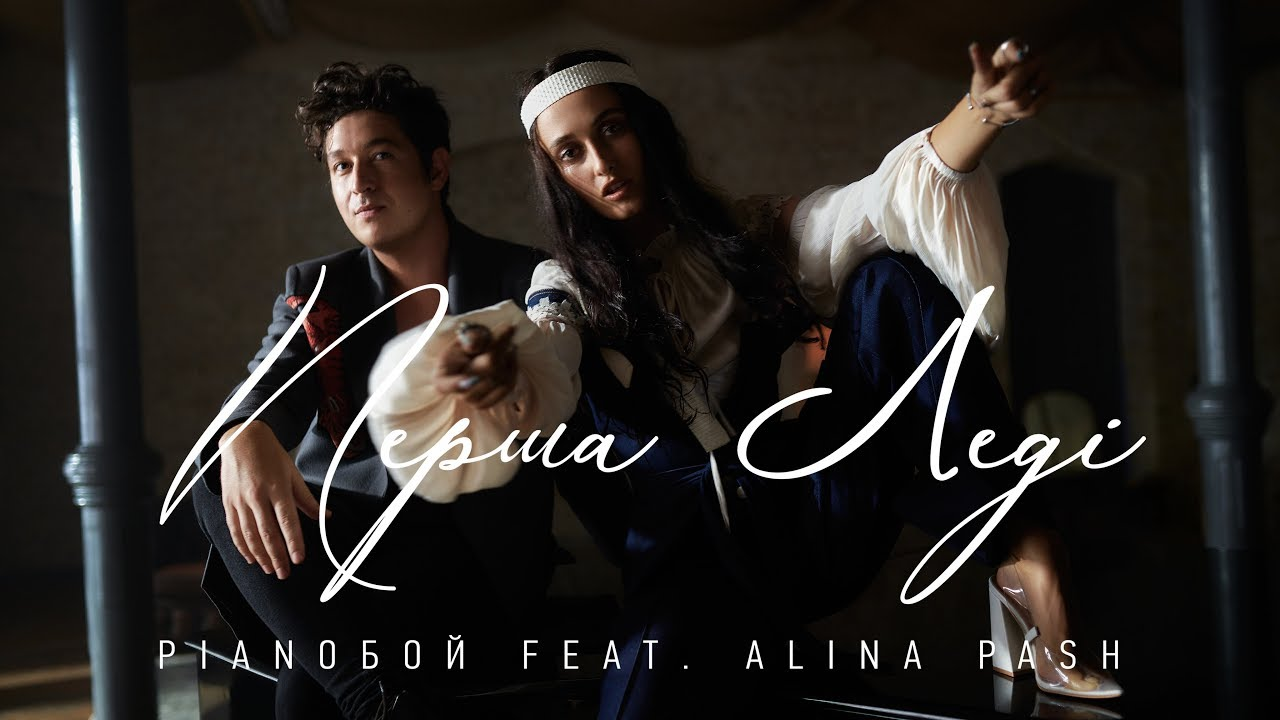
Дмитро Шуров і Аліна Паш

24 травня 2019 року вийшов новий альбом «Pintea: Gory», записаний в етностилі. 14 червня світ побачив другу частину альбому під назвою «Pintea: Misto», записаний в електронному та стилі хіп-хоп. Як зазначала сама співачка, першу частину альбому вона присвятила своєму рідному карпатському селу, а другу— Києву.
У липні виступила на фестивалі Atlas Weekend.
На День Незалежності 24 серпня 2019 року на «Ході Гідності» на Майдані Незалежності в Києві, Аліна Паш виконала гімн України у стилі реп. Музикант зіграв на роялі музику до «Ще не вмерла Україна». Подібне виконання викликало обурення серед українців, після чого Аліна заявила, що куплет у її виконанні не був частиною гімну.
10 вересня 2019 відбулася прем'єра музичного відео на пісню «Перша леді», записану разом із Pianoбой.
Навесні 2021 року виходить альбом, який створювався під час фолькових експедицій Гуцульщиною, у які Аліна Паш разом із командою їздили 2020 року.
У вересні 2020 року співачка заявила про створення власного лейблу Bitanga Blood та перший реліз.
У грудні 2021 вийшов мініальбом «Норов», де етніка вплітається в біти та атмосферу R&B. Мініальбом записано із діджеєм і саундпродюсером Pahatam (Євгеній Яременко). Він працював над першими двома альбомами Івана Дорна та створив музику до головних хітів гурту «Грибы» («Тает лёд», «Интро», «Велик»). «Норов» став першим релізом лейблу РИТМ, заснованого Pahatam.

### 2022: «Євробачення»
12 лютого 2022 року стала переможницею українського національного відбору на «Євробачення-2022», випередивши гурт «Kalush Orchestra» та співака Wellboy.
14 лютого 2022 року Сергій Стерненко оприлюднив дані про підробку наданої Суспільному від імені Паш довідки про в'їзд до Криму. За даними Стерненка, Паш потрапила до Криму рейсом із Москви, порушивши правила національного відбору «Євробачення-2022». 15 лютого речник ДПСУ Андрій Демченко підтвердив, що довідка Паш не видавалася ДПСУ. За словами самої Паш, довідку отримував член її команди.
На заяву, подану співачкою, отримали відповідь, що Держприкордонслужба не може надати довідку про в'їзд Паш до Криму 2015 року, оскільки таку інформацію зберігають протягом п'яти років. НСТУ оголосила про проведення позачергового засідання Наглядової ради 18 лютого 2022 року.
16 лютого 2022 року на позачерговому засіданні Організаційний комітет Національного відбору на участь у Євробаченні-2022 ухвалив рішення про припинення участі у Відборі Аліни Паш. Співачка не представлятиме Україну на Євробаченні-2022. Пункт 3.4. Правил Національного відбору на участь у Пісенному конкурсі Євробачення–2022 передбачає, що у разі встановлення Суспільним факту подання учасником недостовірної інформації або приховання інформації чи інших істотних обставин щодо учасника, Суспільне має право припинити участь у Відборі учасника в будь-який час. Підставою для прийняття такого рішення Оргкомітетом стала офіційна відповідь Державної прикордонної служби від 16.02.2022 року щодо недостовірності інформації, яку надали Суспільному мовнику.
Після цього Аліна Паш оголосила про зняття своєї кандидатури з участі в Євробаченні-2022. Ще до заяви Аліни Паш про відмову брати участь у конкурсі, Організаційний комітет Національного відбору дискваліфікував її.

## Дискографія

### Альбоми
- Pintea: Gory (2019)
- Pintea: Misto (2019)
- розМова (2021)

### EP
- Amerikraine Dream (2020)
- НОРОВ (2021)
- Esbat (2024)

### Сингли
- «Bitanga» (2018)
- «Oinagori» (2018)
- «Oboloka» (2019)
- «Не впасти» (2020
- «N.U.M.» (2020)
- «Молитва» (2021)
- «Мотанка» (2021)
- "Чекаю ночі — із к/ф «Я, „Побєда“ і Берлін»" (2022)
- «Shadows of Forgotten Ancestors» (2022)

## Кліпи
- «Bitanga» (2018)
- «Oinagori» (2018)
- «Падло» feat. alyona alyona (2019)
- «Good Evening x Ego Gra» (2019)
- «Slukhay» (2019)
- «Перша Леді» feat. Pianoбой (2019)
- «Не пили» feat. Freel (2019)
- «Bosorkanya» (2019)
- «Pintea» (2019)
- «N.U.M. (Nobody Understands Me)» (2020)
- «Vysokomirni» feat. XXV кадр (2020)
- «Corruption» feat. Otoy, Den Da Funk, DJ Pone (2020)
- «Dengi» (2020)
- «Среди лесов, унылых и заброшенных…» (2021)
- «Питання» (ft. Krechet) (2021)
- «Ocean» (2021)

## Нагороди та номінації
| Рік  | Премія             | Номінація             | Результат | Примітка                              | Дж.    |
| ---- | ------------------ | --------------------- | --------- | ------------------------------------- | ------ |
| 2018 | Jäger Music Awards | Сингл року            | Номінація | «Bitanga»                             | [ 55 ] |
| 2018 | Jäger Music Awards | Відео року            | Номінація | «Bitanga»                             |        |
| 2019 | YUNA               | Найкращий хіп-хоп хіт | Перемога  | «Bitanga»                             |        |
| 2019 | «Elle Style Award» | Співачка року         | Номінація |                                       | [ 56 ] |
| 2019 | Jäger Music Awards | Хіп-хоп артист року   | Номінація |                                       | [ 57 ] |
| 2020 | YUNA               | Найкращий дует        | Перемога  | alyona alyona та Alina Pash («Падло») |        |
| 2020 | YUNA               | Найкращий хіп-хоп хіт | Перемога  | alyona alyona та Alina Pash («Падло») |        |

## Громадянська позиція
У серпні 2015 року виступила в Ялті в тимчасово окупованому РФ Криму, після чого потрапила до бази даних центру «Миротворець» за «участь у спробах легалізації окупації АР Крим російськими загарбниками». За словами Паш, до Криму вона потрапила автобусом зі сторони України.
Незважаючи на російсько-українську війну, на 11 червня 2018 року анонсували виступ виконавиці на фестивалі «Bosco Fresh Fest», що мав відбутися в Москві в центрі «Сколково». У зверненні Аліна заявила, що співає українською, русинською, російською та англійською мовами, і що вважає себе космополіткою. Організовувала фестиваль російська компанія «Bosco di Ciliegi», яка належить Михайлу Куснировичу, довіреній особі Путіна на виборах президента РФ 2018 року. Після розголосу, Паш скасувала виступи на фестивалях «Bosco Fresh Fest» та «Дика м'ята» (рос. «Дикая мята»). Паш заявила, що «музиці і любові немає місця там, де починається шум, ненависть і нерозуміння».
5 лютого 2022 року, під час програми «Гримерка Євробачення» на UA: Першому, у відповідь на питання щодо її громадянської позиції та відвідин тимчасово окупованого Росією Криму, заявила: «у нас 8 років йде війна, Росія — агресор. Крим — це Україна. І я їздила до України».
20 квітня 2022 року артистці (разом з Монатіком, Тіною Кароль, Святославом Вакарчуком та іншими) заборонили в'їзд на територію РФ на 50 років.